# بعضی‌ها داغشو دوست دارن (فیلم ۱۹۳۹)
بعضی‌ها داغشو دوست دارن (انگلیسی: Some Like It Hot) فیلمی در ژانر کمدی رمانتیک است که در سال ۱۹۳۹ منتشر شد.

## بازیگران
- باب هوپ
- شرلی راس
- جین کروپا
- کلارنس ویلسون
- فرانک سالی
- ریچارد دنینگ
- یونا مرکل
- برنارد ندل
- بایرون فولگر
- روفی دیویس
- شرلی راس